# Salvador Novo
Salvador Novo (* 30. Juli 1904 in Mexiko-Stadt; † 13. Januar 1974 ebenda) war ein mexikanischer Schriftsteller, Dichter und offizieller Chronist von Mexiko-Stadt.

## Leben
Zusammen mit Xavier Villaurrutia gründete er 1927 die Zeitschrift Ulises.
1928 gehörte er zu den Gründungsmitgliedern von Los Contemporáneos und beteiligte sich an der von ihnen herausgegebenen gleichnamigen Zeitschrift Contemporáneos.
1953 gründete er das Experimentiertheater La Capilla in Coyoacán, wo zum ersten Mal in Mexiko Warten auf Godot von Samuel Beckett aufgeführt wurde.
Neben seiner literarischen Tätigkeit arbeitete Novo auch als Sprachlehrer und unterrichtete Französisch und Englisch; in dieser Sprache verfasste er auch zwei Bücher, die beide 1934 publiziert wurden: Seamen Rhymes und Never Ever.

## Auszeichnungen und Ehrungen
1946 wurde Novo zum offiziellen Chronisten von Mexiko-Stadt ernannt und 1967 wurde ihm der mexikanische Literaturpreis Premio Nacional de Ciencias y Artes verliehen.
Die Straße im Bezirk Coyoacán im Süden von Mexiko-Stadt, an der sich der ehemalige Wohnsitz von Novo befand, trägt heute seinen Namen und heißt calle de Salvador Novo.

## Werke (Auswahl)
- 1925: XX poemas (dt. XX Gedichte)
- 1933: Nuevo amor (dt. Neue Liebe)
- 1933: Espejo (dt. Spiegel)
- 1934: Seamen Rhymes (dt. Reime der Seefahrer)
- 1934: Romance de Angelillo y Adela (dt. Romanze von Angelillo und Adela)
- 1934: Poemas proletarios (dt. Proletarische Gedichte)
- 1934: Never ever (dt. Niemals)
- 1937: Un poema (dt. Ein Gedicht)
- 1938: Poesías escogidas (dt. Ausgewählte Poesie)
- 1944: Nuestra tierra (dt. Unser Land)
- 1945: Florido laude (dt. Kostbares Lob)
- 1955: Dieciocho sonetos (dt. Achtzehn Sonette)
- 1955: Sátira (dt. Satire)
- 1961: Poesía (dt. Poesie)
- 1962: Breve historia de Coyoacán (dt. Kurze Geschichte von Coyoacán)
- 1967: Historia gastronómica de la Ciudad de México (dt. Gastronomische Geschichte von Mexiko-Stadt)
- 1967: Imagen de una ciudad (dt. Bildnis einer Stadt); mit Fotos von Pedro Bayona
- 1968: La Ciudad de México en 1867 (dt. Mexiko-Stadt im Jahr 1867)
- 1971: Historia y leyenda de Coyoacán (dt. Geschichte und Legende von Coyoacán)